# FS E646 sorozat
Az FS E645 sorozat és az FS E646 sorozat két olasz Bo-Bo-Bo tengelyelrendezésű villamosmozdony-sorozat volt. Az FS E646-ot  1958 és 1967 között, az FS E646-ot 1957 és 1967 között gyártotta a TIBB. 2007 és 2009 között vonta ki a két sorozatot a forgalomból az FS.

## FS E645
Az FS E645 szinte teljesen megegyezik az FS E646-tal, a legnagyobb különbség a sebességváltó áttételezése. Emiatt az FS E645 lassabb, csak 110 km/h-val tud menni, de erősebb. Nehéz vonatok vontatására használták.